# Interoppia mirabilis
Interoppia mirabilis är en kvalsterart som beskrevs av Sandór Mahunka 1987. Interoppia mirabilis ingår i släktet Interoppia och familjen Granuloppiidae. Inga underarter finns listade i Catalogue of Life.